# Leslie Ash
Leslie Ash (Clapham, 19 de febrero de 1960) es una actriz y autora británica. Es reconocida por sus papeles de Deborah Burton en la serie Men Behaving Badly, Vanessa Lytton en Holby City entre 2009 y 2010 y Karen Buckley en Where the Heart Is entre 2000 y 2003. Su libro My Life Behaving Badly: The Autobiography fue publicado en 2007. También fue presentadora del programa musical The Tube y apareció en el vídeoclip de la canción "Women in Uniform" de la banda inglesa Iron Maiden.